# Drážov
Drážov (en allemand : Draschow) est une commune du district de Strakonice, dans la région de Bohême-du-Sud, en République tchèque. Sa population s'élevait à 239 habitants en 2020.

## Géographie
Drážov se trouve à 17 km au sud-ouest de Strakonice, à 59 km au nord-ouest de České Budějovice et à 113 km au sud-ouest de Prague.
La commune est limitée par Nová Ves au nord, par Hoslovice et Dřešín à l'est, par Vacov et Vrbice au sud, et par Strašín à l'ouest.

## Histoire
La première mention écrite du village date de 1318.

## Administration
La commune se compose de quatre quartiers :
- Dobrš
- Drážov
- Kváskovice
- Zálesí